# Yale-Technik
Mit der Yale-Technik bezeichnet man in der Medizin den 2-Inzisionen-Zugang zum Hüftgelenk zur minimalinvasiven Implantation einer Primär-Endoprothese. Die entscheidende Grundidee der „Yale“-Technik ist die optimale Sicht auf das Operationsfeld ventral auf die Pfanne der Hüfte und dorsal auf den Schaft des Oberschenkels im Gegensatz zu anderen Methoden, die z. T. eingeschränkte oder sogar nur indirekte Sicht auf den Implantationsort haben. So kann der hohe Standard der optimalen Prothesenkomponentenpositionierung erreicht werden und sichere Langzeitergebnisse erwartet werden bei gleichzeitiger Verminderung der Komorbidität und Abkürzung der Rehabilitation.

## Herkunft
Der 2-Inzisionen-Zugang zum Hüftgelenk zur Implantation einer Primär-Endoprothese geht zurück auf die Arbeiten nordamerikanischer Orthopäden (Keggi, Irving (Yale-Universität) et al.), die eine Kombination eines kleinen distalen Anteiles eines Smith-Petersen-Schnittes mit einem kleinen dorsalen glutealen Moore-Zugang anwendeten. In Anlehnung an diese Tradition wird der neue Zugang „Yale“-Zugang genannt. Die Technik wurde zuerst im Jahre 2004 von Robert Kipping in Deutschland eingeführt und an der WolfartKlinik in München-Gräfelfing etabliert.

## OP-Technik
Prinzip dieses Zuganges ist die hervorragende direkte Sicht auf die anatomischen „landmarks“, die strikte Schonung des Komplexes aus Fascia lata, des Tensors und des Glutaeus medius und minimus und damit die Vermeidung eines postoperativen Hüftinsuffizienzhinkens sowie schmerzhafter Trochanterbursitiden.
Daneben werden die den minimalinvasiven Zugängen generell zugeschriebenen Vorteile einer erheblich verkürzten postoperativen Rehabilitation, eines geringeren Weichteiltraumas sowie eines geringeren Blutverlustes erreicht.
Wichtig ist, dass bei der hier beschriebenen 2-Inzisionen-Methode auf aufwändige und strahlenbelastende Instrumentationen (Bildverstärker und/oder Navigation) aufgrund direkter exzellenter Sicht gänzlich verzichtet werden kann. Damit wird diese Methode klar von der von Berger/Chicago beschriebenen 2-Inzisionen-Technik abgegrenzt. Einigkeit besteht mittlerweile darüber, dass sich die angewandte MIV-Methode an der sehr erfolgreichen Standard Implantationsmethode (dorsal, anterolateral etc.) messen lassen muss, die in über 90 % gute bzw. hervorragende Ergebnisse liefert.

## Diskussion
Die Befürworter der minimalinvasiven Operationstechnik zur Hüftimplantation sehen den 2-Inzisionen-Zugang als praktikablen Standardzugang an.
Die körperlich aktiven Patienten jeder Altersgruppe, die den Erhalt der Muskelkraft am besten in Mobilität umsetzen konnten, profitieren von der Methode am meisten. Die Komplikationsrate ist mit der der Standardoperation vergleichbar, wenn der Operateur auf diese Methode trainiert ist und pro Jahr ausreichend viele Operationen in dieser Technik durchführt.
Zugangsbedingte weitere Komplikationen wie eine erhöhte Luxationsgefahr durch den dorsalen Zugang konnten ebenso wie das anfänglich vermehrte Auftreten von postoperativen Seromen durch eine Anpassung der OP-Technik eliminiert werden.
In einigen Untersuchungen wurde aufgezeigt, dass der Vorteil der minimalinvasiven Methode möglicherweise nur in den ersten 6 Wochen nach der Operation liegt. Hier seien die minimalinvasiv behandelten Patienten schneller mobil. In einer aufwendigen Studie aus dem Jahr 2014 konnte mit Hilfe von objektiven ganganalytischen Parametern nachgewiesen werden, dass Patienten die mit dem hier beschriebenem Zugang operiert wurden zum einen nach drei Tagen das operierte Bein mehr belasten können als Patienten mit einem lateralen Zugang. Zum anderen hatten diese Patienten die größte Steigerung bei Ganggeschwindigkeit und Schrittlänge bereits in den ersten drei Monaten. Die Patienten konnten daher früher voll mobilisiert werden. Ein Grund hierfür kann die erhaltene volle Funktion der Fascia lata am äußeren Oberschenkel mit unversehrter Propriozeption ohne funktionsmindernde Narben sein. Jedenfalls ist die anderen minimalinvasiven Methoden eigene geringere Exposition des Operationsfeldes gerade nicht bei der Yale-Technik gegeben, da beide Implantationsorte (Becken und Oberschenkelknochen) direkt visualisiert werden.